# Winckworth Allan Gay
Winckworth Allan Gay (Hingham, 18 de agosto de 1821-Hingham, 23 de febrero de 1910) fue un pintor estadounidense. Pintor paisajista tonalista asociado a la American Barbizon School después de su formación parisina, es especialmente conocido por sus pinturas de paisajes de Nueva Inglaterra y más concretamente por sus vistas de las Montañas Blancas de New Hampshire realizadas al estilo de la Escuela de Barbizon, antes de viajar por todo el mundo hacia el final de su vida, residiendo en particular en Egipto, Japón, China, Ceilán británico e India y firmando composiciones orientalistas.

## Biografía
Winckworth Allan Gay nació en Hingham, Massachusetts en 1821. Estudió en la Academia Militar de West Point donde recibió su primera formación artística del pintor Robert Walter Weir. En 1847 parte para Europa y Francia, residiendo en particular en París donde estudia con el pintor Constant Troyon y descubre el estilo de los pintores de la Escuela de Barbizon. Regresó a su país natal en 1851 e instaló su estudio en Boston. Pintó entonces paisajes y apreció especialmente el escenario que le ofrecían las playas del pueblo de Cohasset en Massachusetts y las Montañas Blancas de la región de New Hampshire y Maine. También formó parte de la colonia de pequeños artistas de West Campton.
En 1873 emprendió un nuevo viaje a Europa. Visitó Italia y los Países Bajos en particular, luego descubrió Egipto al año siguiente, antes de regresar a Europa en 1875. Tras una escala en los Estados Unidos, partió hacia Japón en 1877 donde residió hasta 1881, permaneciendo en particular en Tokio, Yokohama, Kamakura y Kioto y observando el monte Fuji y los paisajes de la campiña japonesa, con escala de un verano en China. Luego visitó el Ceilán británico y la India y terminó su largo viaje en París, donde residió durante dos años. Regresó a Boston en 1884. Durante este período, sus obras pertenecen al registro de la pintura orientalista.
Durante su carrera, fue miembro de la Academia Estadounidense de Bellas Artes y del Boston Art Club y tiene en particular por amigo al poeta Henry Longfellow, al artista y poeta Thomas Gold Appleton y al pintor Benjamin Champney. Murió en su ciudad natal en 1910. Su sobrino fue el pintor Walter Gay.
Sus obras están conservadas en el Museo de Bellas Artes de Boston, el Museo de Brooklyn en Nueva York, la Galería Nacional de Arte en Washington, el Museo Peabody Essex en Salem, el Sitio Histórico Longfellow de Cambridge, el Pratt Historic Building de Cohasset, la Galería de Arte de la Universidad de Yale en New Haven, el Museo de Arte Herbert F. Johnson en Ithaca y el Instituto de Artes de Detroit. El Museo Smithsonian de Arte Americano conserva sus cuadernos de bocetos.

## Obras
|                           |
| Grez-sur-Loing, sin fecha |

|                                                   |
| Los Alpes, c.1847, Museo de Bellas Artes (Boston) |

|                                                    |
| The Waggoner, 1850, Museo de Bellas Artes (Boston) |

|                                                                  |
| Cordillera Presidencial a principios de otoño, alrededor de 1855 |

|                                                                                                  |
| Estudio para Welch Mountain de West Compton, New Hampshire, alrededor de 1856, Museo de Brooklyn |

|                                                    |
| Junto al mar, 1865, Museo de Bellas Artes (Boston) |

|                                              |
| Granja, 1868, Museo de Bellas Artes (Boston) |

|                                                         |
| Rocas en Cohasset, 1869, Museo de Bellas Artes (Boston) |

|                                                                          |
| Granja en Rye Beach, New Hampshire, 1870, Museo de Bellas Artes (Boston) |

|                                                                         |
| Navegando frente al mar, Cohasset, 1872, Museo de Bellas Artes (Boston) |

|                                                          |
| Flota de caballa, 1872, Museo de Arte Herbert F. Johnson |